# St.-Martini-Kirche (Bremen-Lesum)

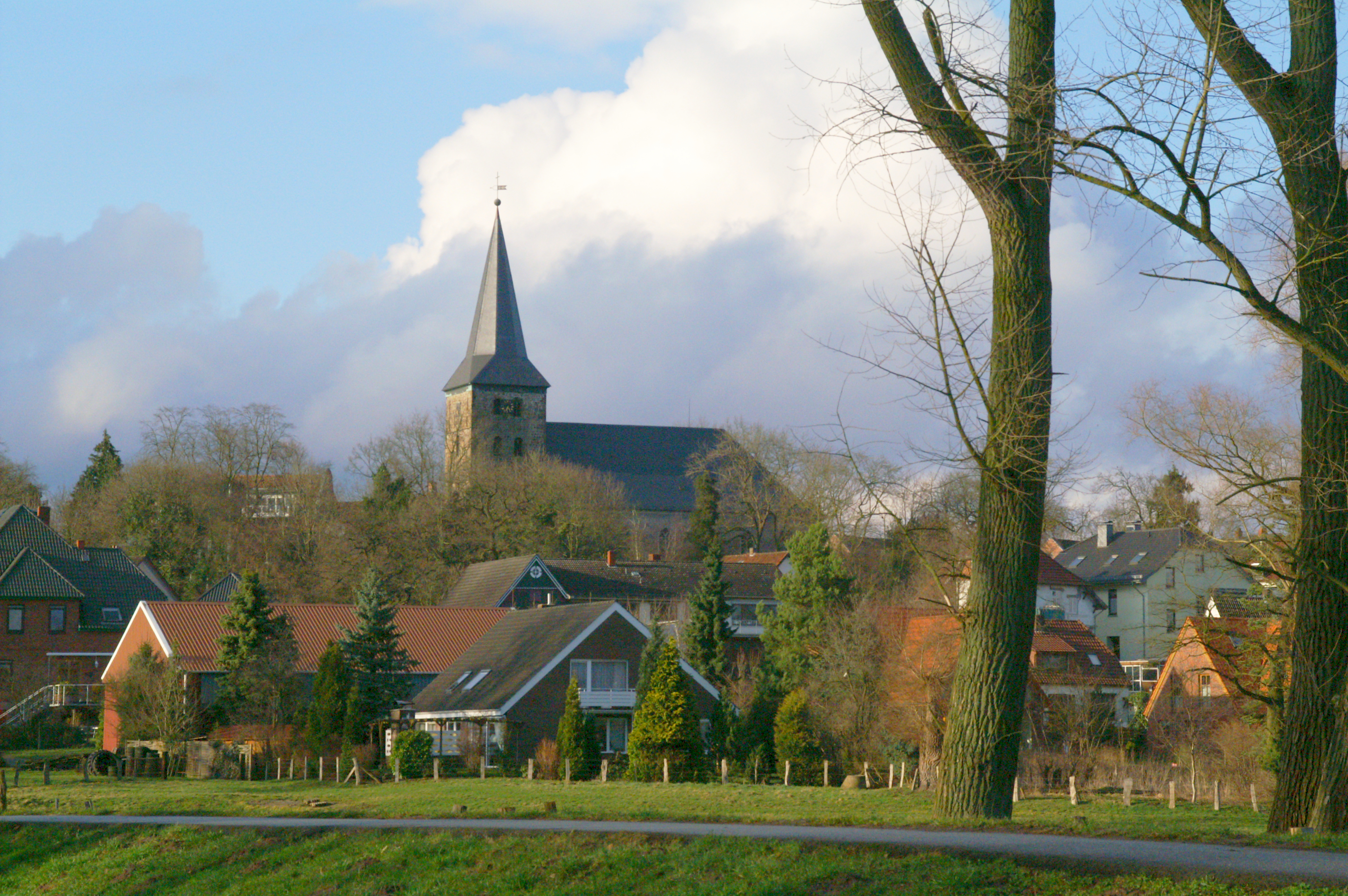
St.-Martini-Kirche in Bremen-Lesum, Sicht vom Lesumhafen

Die St.-Martini-Kirche ist ein Kirchengebäude im Bremer Stadtteil Burglesum. Sie befindet sich auf einer Anhöhe über der Lesum im Zentrum des gleichnamigen Ortsteils zwischen den Straßen An der Lesumer Kirche und Hindenburgstraße. 
Das Gebäude steht seit 1973 unter Bremer Denkmalschutz.

## Geschichte

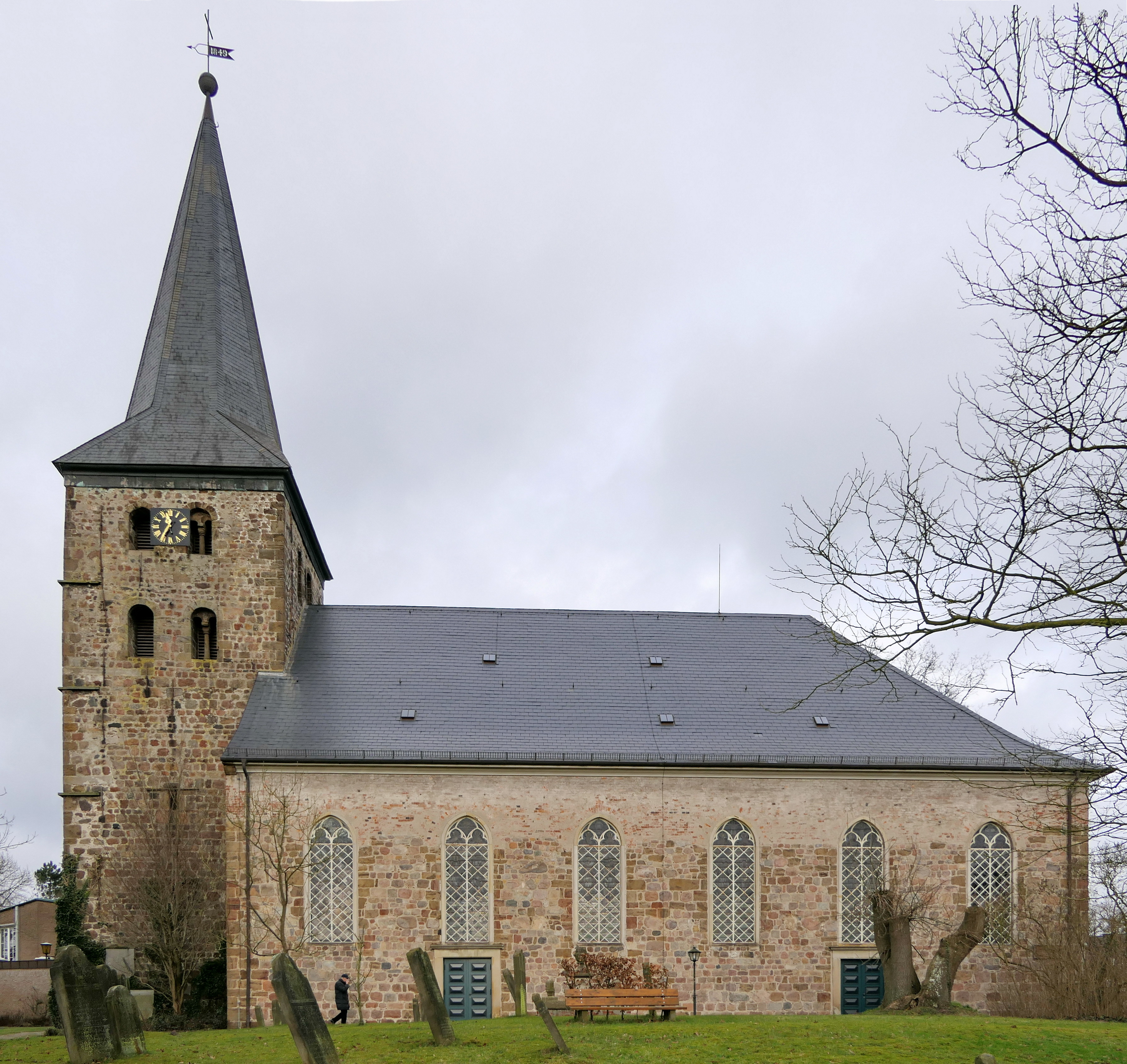
St.-Martini-Kirche, Südseite

### Name
Der heilige Martin, dem die Kirche geweiht wurde, war der Schutzpatron des Fränkischen Reichs.

### Alte Kirche
1235 (lt. Dehio 1234) wurde die Kirche erstmals urkundlich erwähnt. Das Kirchengebäude wurde dem kurz zuvor gegründeten Nonnenkloster Lilienthal zum „ewigen Besitz“ übertragen.
Das  Baujahr des ursprünglichen Kirchenbaus ist unbekannt; es kann vermutet werden, dass schon bald nach dem Beginn der christlichen Mission in Norddeutschland im ausgehenden achten Jahrhundert auch in Lesum eine romanische Kirche errichtet wurde. Der erhaltene Kirchturm ist wahrscheinlich ebenso alt, wie es die ursprüngliche Kirche gewesen ist. Die unbehauenen Feldsteine, wie sie im Innern des Turmraumes noch zu sehen sind, zeigen die frühe Entstehung an.
Die alte, einschiffige, romanische Kirche soll 562 Sitzplätze gehabt haben.
Im 16. Jahrhundert wurde die Reformation in der Lesumer Gemeinde eingeführt. Der erste evangelische Pastor war Jodocus Müller, der 1577 nach Lesum kam.

### Neue Kirche

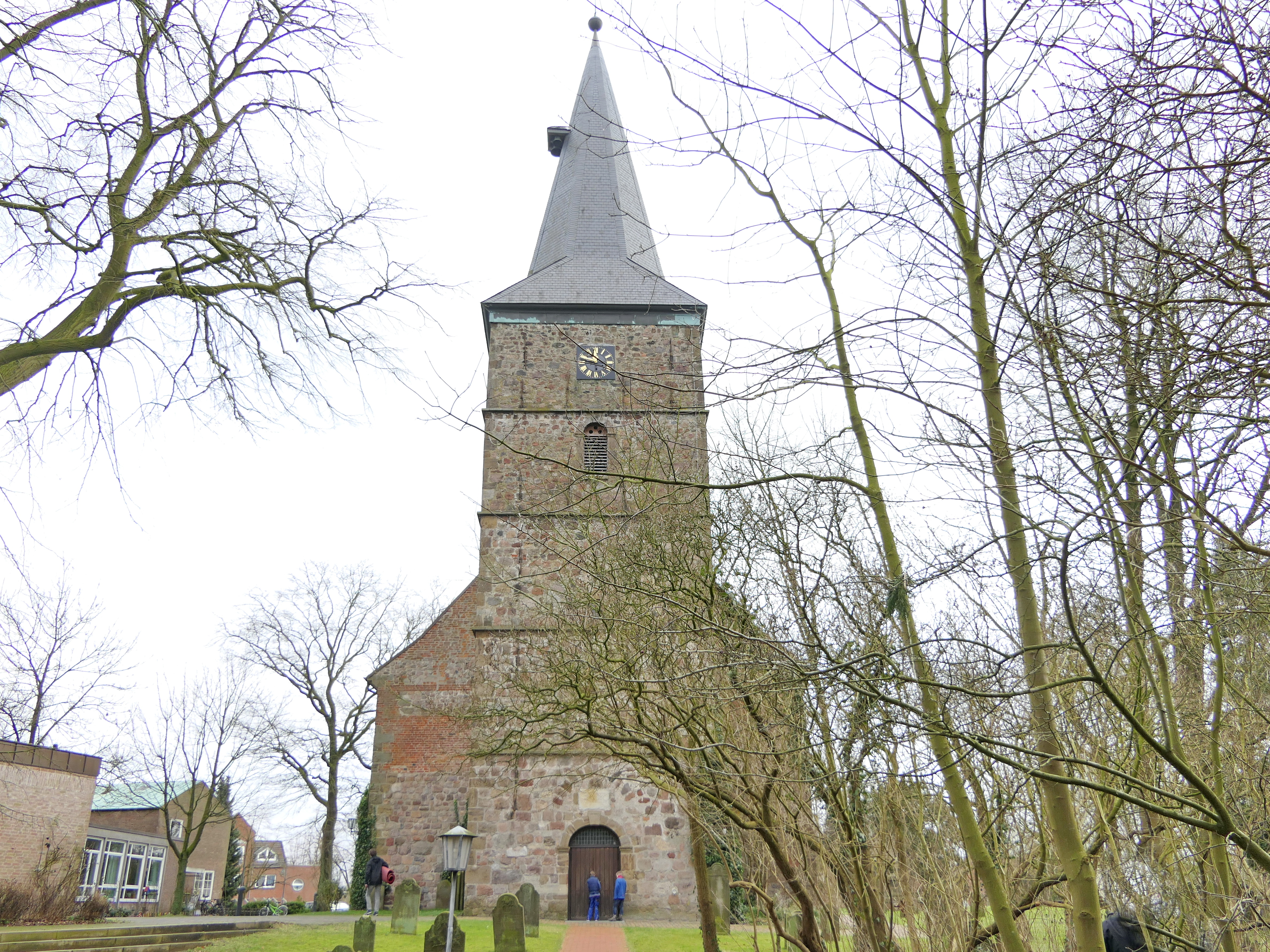
St.-Martini-Kirche, Turmeingang Westseite

In der zweiten Hälfte des 18. Jahrhunderts war die Kirche für die etwa 3500 Mitglieder umfassenden Gemeinde zu klein. Das jetzige, größere Kirchenschiff wurde deshalb in den Jahren 1778/79 nach einem Entwurf des Ratsbaumeisters Johann Dierks neu aufgebaut und im September 1779 eingeweiht, der Turm blieb erhalten.
Die Steine des alten Kirchengebäudes wurden abgetragen und beim Aufbau des neuen wieder verwendet. Von außen kann gut erkannt werden, dass die Mauern der Kirche zu etwa zwei Dritteln aus alten Feldsteinen und zu etwa einem Drittel aus neueren Ziegelsteinen bestehen. Das rechteckige Gebäude hat Eingänge an der Süd- und der Ostseite.
1784 wurde auf der Kirche der vermutlich erste bremische Blitzableiter angebracht.
In der Nacht auf den 29. Oktober 2017 entstand in der Kirche ein hoher Schaden durch Vandalismus.

## Innenraum
Der Innenraum aus dem 18. Jahrhundert ist zum größten Teil erhalten geblieben. Die Saalkirche hat einen mittigen, spätbarocken Kanzelaltar, der an drei Seiten von einer frühklassizistischen Empore umgeben ist. Über der Kanzel ist ein goldener Strahlenkranz mit Engelsdarstellungen zu sehen, in dessen Mitte in hebräischer Schrift die vier Buchstaben des Gottesnamens  ׳הוה  (JHWH) zu lesen sind. Die vier südlichen Fenster zeigen die Geburt, Taufe, Kreuzigung und Auferstehung Jesu. Sie wurden im Jahre 1930 von Georg Karl Ernst Rohde (1874–1959) geschaffen. Ebenfalls aus dem 20. Jahrhundert (1961) stammen das bronzene Altarkreuz und der Taufstein; beide wurden von dem Worpsweder Künstler Ulrich Conrad (* 1930) angefertigt. Anstelle eines Kruzifixes hat Conrad ein Auferstehungskreuz geschaffen: Der auferstandene Jesus ist nicht mehr am Kreuz zu finden.

## Orgel

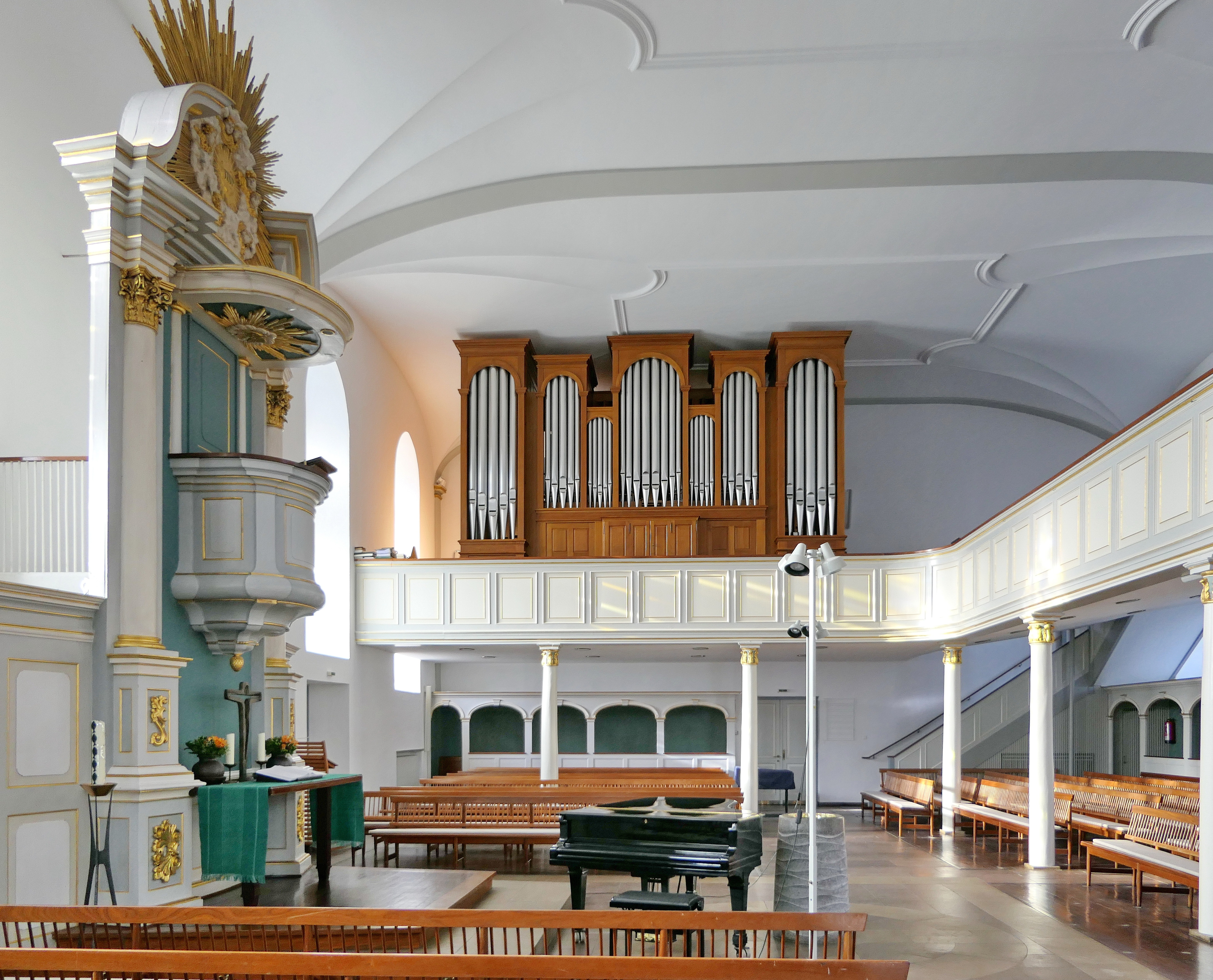
St.-Martini-Kirche, Orgel an der Westseite

1765 bekam die Lesumer Kirche ihre erste, kleine Orgel mit zehn Orgelregistern, die von Dietrich Christoph Gloger erbaut wurde. Die jetzige Orgel ist an ihrer Stelle die vierte. Sie wurde 1992 von der Straßburger Firma Alfred Kern & fils (Straßburg) errichtet und enthält 34 Register auf drei Manualen und Pedal.
| I Grand Orgue C–a"' |               |       |
| 1.                  | Bourdon       | 16′   |
| 2.                  | Montre        | 8′    |
| 3.                  | Bourdon       | 8′    |
| 4.                  | Prestant      | 4′    |
| 5.                  | Flute         | 4′    |
| 6.                  | Nazard        | 2 ⁄3′ |
| 7.                  | Doublette     | 2′    |
| 8.                  | Tierce        | 1 ⁄3′ |
| 9.                  | Fourniture IV |       |
| 10.                 | Cornet V      | 8′    |
| 11.                 | Trompette     | 8′    |
| 12.                 | Clairon       | 4′    |
| 13.                 | Voix-Humaine  | 8′    |
|                     | Tremblant     |       |

| II Récit expressif C–a"' |                  |       |
| 14.                      | Bourdon          | 16′   |
| 15.                      | Viole de gambe   | 8′    |
| 16.                      | Voix-Celeste     | 8′    |
| 17.                      | Flute à cheminée | 8′    |
| 18.                      | Principal        | 4′    |
| 19.                      | Flute Octavin    | 4′    |
| 20.                      | Octavin          | 2′    |
| 21.                      | Larigot          | 1 ⁄3′ |
| 22.                      | Fourniture III   |       |
| 23.                      | Trompette        | 8′    |
| 24.                      | Basson-Hautbois  | 8′    |
| 25.                      | Cromorne         | 8′    |

| III Echo c'–a"' |           |    |
| 26.             | Flute     | 8′ |
| 27.             | Cornet V  | 8′ |
| 28.             | Trompette | 8′ |

| Pédale C–f' |            |     |
| 29.         | Soubasse   | 16′ |
| 30.         | Flute      | 8′  |
| 31.         | Octave     | 4′  |
| 32.         | Mixture IV |     |
| 33.         | Posaune    | 16′ |
| 34.         | Trompette  | 8′  |

- Koppeln:

## Friedhöfe

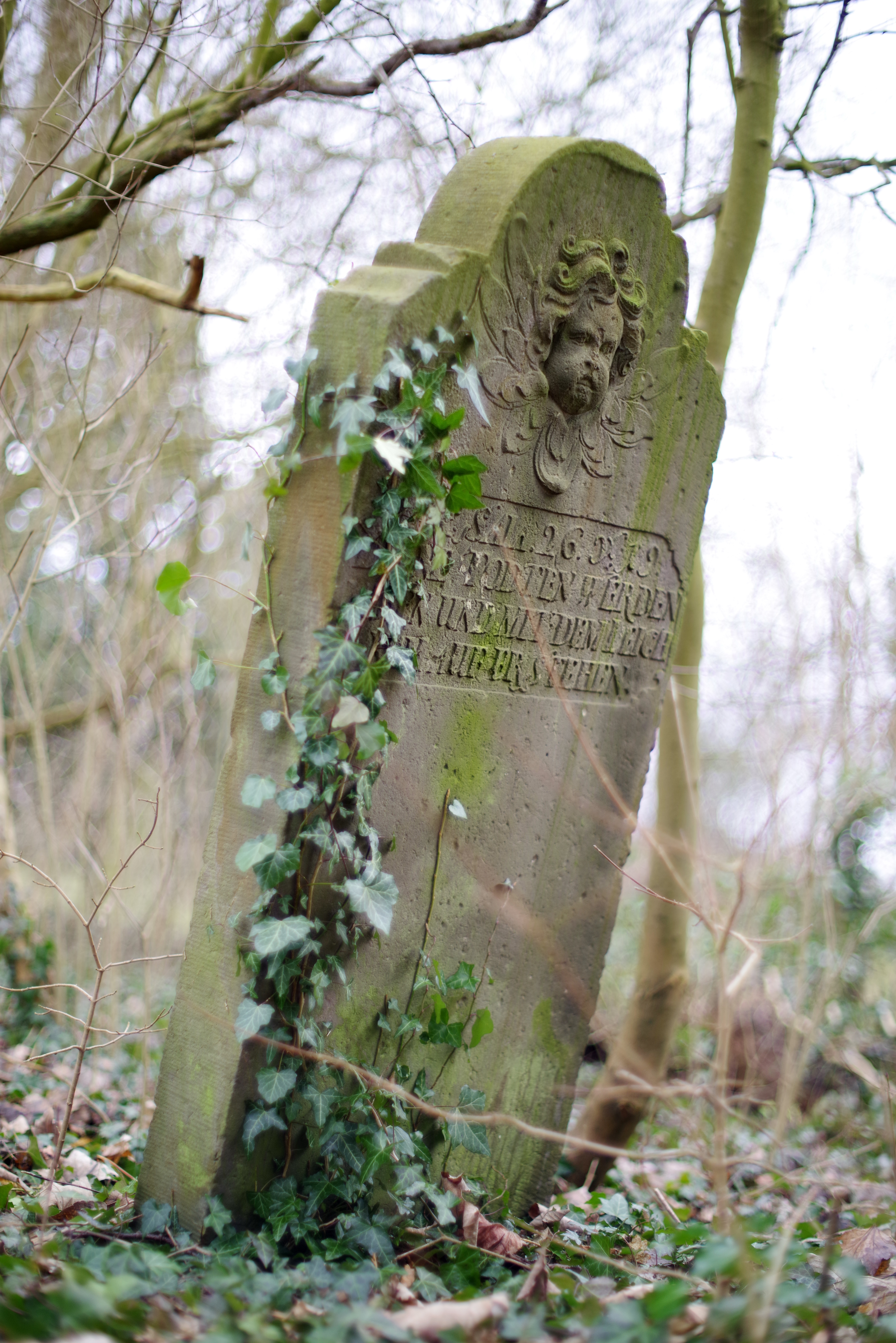
St.-Martini-Kirche, Historischer Grabstein

- Historischer Friedhof: Er dient seit 1882 nicht mehr als Begräbnisplatz der Gemeinde. 70 Grabsteine aus der Zeit zwischen 1570 und dem Beginn des 20. Jahrhunderts sind erhalten, der älteste – eine Gruftplatte – befindet sich links neben dem Eingangsportal der Kirche. Die Grabsteine von Anna Elisabeth und Friedrich von der Borch (1640–1705) befinden sich an der Südseite des Turmes.[7]
- Friedhof Lesum vom Ende des 18. Jahrhunderts mit Kapelle, im Stadtteil Burglesum, Ortsteil Lesum, Bördestraße, auf einem rechteckigen 3,9 ha großen Friedhofsareal

## Kirchengemeinde
Zur evangelisch-lutherischen Kirchengemeinde zu Bremen-Lesum gehören die St.-Martini-Kirche und die Kirche Zum Heiligen Kreuz Ritterhude-Werschenrege, die nach Plänen von Hermann Brede 1965/66 gebaut wurde und die einzige Kirche der Bremischen Evangelischen Kirche auf niedersächsischem Grund ist.
Die Kirchgemeinde St. Martini zu Bremen-Lesum ist tätig in
- Burglesum, in den Ortsteilen Lesum und Burgdamm
- Ritterhude in den Ortsteilen Ihlpohl, Lesumstotel, Platjenwerbe, Stendorf und Werschenrege
- Osterholz-Scharmbeck im Ortsteil Heilshorn.